# Bailey (搜救犬)
Bailey（2004年 - 2018年4月26日），台北市政府消防局搜救犬，曾遠赴汶川大地震災區救援。

## 生平
台北市政府消防局獲林登山基金會捐贈搜救犬訓練經費後，便委由美國田納西州曼斐斯搜救犬訓練學校代訓兩隻搜救犬。其中的Bailey出生於2004年，與同時訓練的Biscuit皆為拉不拉多種的母犬。Bailey在2歲就接受訓練，因折返速度飛快而有「黑水迴旋標」之稱。Bailey平素表現是貪玩親人、活力十足。
Bailey在2006年12月14日到臺灣，由台北市消防局控犬員林鴻麟至美國受訓後帶回，2007年1月19日消防節時首度和Biscuit以台北市消防局二代搜救犬身分亮相。該年7月11日市民孫道金在北投區中正山失蹤時，Bailey就有參與，但出動搜救犬搜尋逾一周仍無下落。同年，台北市國際搜救隊至東京參加9月1日舉行的綜合防災演習，唯一攜帶的搜救犬就是Bailey。 
早期台灣搜救犬嚴重稀缺，Bailey最多時曾連續一個月內接受3次較大任務。如2008年5月18日，Bailey隨中華民國紅十字會與台北市消防局聯合搜救隊伍至汶川大地震重災區綿竹市漢旺工業城參與搜救。2009年八八水災，台北市搜救隊林鴻麟及王文佐及Bailey於9月11日趕赴災區。
Bailey於2010年與2013年皆有取得国際救助犬連盟的RH- FLB（廣域搜索高級犬）認證。2016年7月4日，台北市長柯文哲頒發「榮譽市犬」獎章給搜救犬Bailey、Biscuit、Tanya、和Coot，以感謝牠們支援汶川大地震、高雄氣爆、台南震災等。同一年，Bailey退休並寄養給周姓女子。
2018年4月26日，Bailey在睡眠中去世。5月7日，由台北市搜救隊長許志敏率隊員於富德公墓政府部門值勤犬灑葬專區，陪同寄養的周姓女子舉辦灑葬儀式。